# 教導隊 (陸上自衛隊)
教導隊（きょうどうたい）とは、陸上自衛隊の教育支援を任務とする職種学校の隷下部隊である。いずれも「各職種部隊の範」という位置づけから、職種ごとの装備品が制式採用されると第一線部隊と同等の順位で充足される。連隊長は1等陸佐（二）、その他の隊長職は1等陸佐（三）～2佐、中隊長は3等陸佐をもって充てられる。

## 教導隊の一覧
2019年（平成31年）3月時点のもの。
- 幹部候補生学校教導隊（前川原駐屯地）幹部候補生学校：1974年（昭和49年）8月1日新編。
- 富士教導団（富士駐屯地）富士学校
  - 富士教導団本部付隊 対舟艇対戦車隊（富士駐屯地）：96式多目的誘導弾システム装備部隊の教導を行う。
  - 普通科教導連隊（滝ヶ原駐屯地）：1956年（昭和31年）1月25日、第13普通科連隊第3大隊を基幹として新編。
  - 機甲教導連隊（駒門駐屯地）[1][2]：2019年（平成31年）3月26日、戦車教導隊、偵察教導隊と第1機甲教育隊を廃止、統合し新編。
  - 特科教導隊（富士駐屯地）：1961年（昭和36年）8月17日、第108特科大隊から改編。
  - 教育支援施設隊（滝ヶ原駐屯地）：2002年（平成14年）3月27日、第110施設大隊から改編。
- 高射教導隊（下志津駐屯地）高射学校：1969年（昭和44年）3月1日、第119特科大隊及び第123特科大隊の一部を改編して新編。任務部隊以外で唯一「03式中距離地対空誘導弾」を装備。
- 情報教導隊（富士駐屯地）情報学校：2019年（平成31年）3月26日新編[2]。
- 飛行教導隊（明野駐屯地）航空学校：2019年（平成31年）3月26日、教育支援飛行隊から改編[2]。
- 施設教導隊（勝田駐屯地）施設学校：1975年（昭和50年）8月1日、施設教導大隊から改編。
- 通信教導隊（久里浜駐屯地）システム通信・サイバー学校：1958年（昭和33年）6月25日新編。衛星単一通信システム、基幹連隊指揮統制システム等装備。
- 武器教導隊（土浦駐屯地）武器学校：1959年（昭和34年）8月13日新編。
- 需品教導隊（松戸駐屯地）需品学校：
- 第311輸送中隊（朝霞駐屯地）輸送学校：1975年（昭和50年）3月26日新編。
- 衛生教導隊（三宿駐屯地）衛生学校：1999年（平成11年）3月29日：教育支援衛生隊から改編。
- 化学教導隊（大宮駐屯地）化学学校：第101化学防護隊（当時）[3]の東部方面隊への移管に伴い2001年（平成13年）3月27日新編。

## 教導隊の概要

### 幹部候補生学校教導隊
幹部候補生学校教導隊（かんぶこうほせいがっこうきょうどうたい）は、陸上自衛隊前川原駐屯地（福岡県久留米市）に駐屯する陸上自衛隊幹部候補生学校に隷属する教導部隊である。
- 創設　　：1974年（昭和49年）8月1日
- 編成地　：前川原駐屯地
- 車両表示：
- 隊旗　　：中隊旗（乙）
- 上級部隊：陸上自衛隊幹部候補生学校
- 備考　　：

### 普通科教導連隊
普通科教導連隊（ふつうかきょうどうれんたい）は、陸上自衛隊滝ヶ原駐屯地（静岡県御殿場市）に駐屯する陸上自衛隊富士教導団隷下の普通科（教導）部隊である。
- 創設　　：1956年（昭和31年）1月25日
- 編成地　：富士駐屯地
- 部隊長　：1等陸佐（二）
- 隊旗　　：自衛隊旗（連隊旗）
  - 各中隊：赤の中隊旗（甲）
- 編制　　：
  - 普通科教導連隊本部
  - 本部管理中隊「普教-本」
  - 第1普通科中隊「普教-1」：89式装甲戦闘車
  - 第2普通科中隊「普教-2」：軽装甲機動車
  - 第3普通科中隊「普教-3」：高機動車
  - 第4普通科中隊「普教-4」：96式装輪装甲車
  - 重迫撃砲中隊「普教-重」：120mm迫撃砲 RT　
  - 新隊員教育隊「普教-本」
- 駐屯地　：

1. 富士駐屯地：1956年（昭和31年）1月25日から
2. 滝ヶ原分屯地：1960年（昭和35年）4月11日から
3. 滝ヶ原駐屯地：1974年（昭和49年）4月11日から

- 上級部隊：

1. 陸上自衛隊富士学校：1956年（昭和31年）1月25日から
2. 富士教導隊：1961年（昭和36年）8月17日から
3. 富士教導団：1965年（昭和40年）8月3日から

- 備考　　：

詳細は「普通科教導連隊」を参照。

### 機甲教導連隊
機甲教導連隊（きこうきょうどうれんたい）は、陸上自衛隊駒門駐屯地（静岡県御殿場市）に駐屯する富士教導団隷下の機甲科（教導）部隊である。
- 改編部隊：戦車教導隊、偵察教導隊、第1機甲教育隊
- 創設　　：2019年（平成31年）3月26日
- 編成地　：駒門駐屯地
- 部隊長　：1等陸佐（二）
- 隊旗　　：自衛隊旗（連隊旗）
  - 各中隊：だいだいの中隊旗（甲）
- 編制　　：
  - 機甲教導連隊本部　
  - 本部管理中隊「機教-本」
  - 第1戦車中隊「機教-1」
  - 第2戦車中隊「機教-2」
  - 第3戦車中隊「機教-3」
  - 機動戦闘車中隊「機教-機」
  - 戦闘中隊「機教-戦」
  - 偵察隊「機教-偵」
- 上級部隊：富士教導団
- 備考　　：

詳細は「機甲教導連隊」を参照。

### 特科教導隊
特科教導隊（とっかきょうどうたい）は、陸上自衛隊富士駐屯地（静岡県駿東郡小山町）に駐屯する富士教導団隷下の野戦特科（教導）部隊である。
- 改編部隊：第108特科大隊
- 創設　　：1961年（昭和36年）8月17日
- 編成地　：富士駐屯地
- 部隊長　：1等陸佐（三）
- 隊旗　　：濃黄の群旗
  - 各中隊：濃黄の中隊旗（甲）
- 編制　　：
  - 特科教導隊本部
  - 本部管理中隊「特教-本」
  - 情報中隊「特教-情」
  - 第1射撃中隊「特教-1」
  - 第2射撃中隊「特教-2」
  - 第3射撃中隊「特教-3」
  - 第4射撃中隊「特教-4」
  - 第6射撃中隊「特教-6」
- 上級部隊：

1. 富士教導隊：1961年（昭和36年）8月17日から
2. 富士教導団：1965年（昭和40年）8月3日から

- 備考　　：

詳細は「特科教導隊」を参照。

### 高射教導隊
高射教導隊（こうしゃきょうどうたい）は、下志津駐屯地（千葉県千葉市若葉区）に駐屯する陸上自衛隊高射学校に隷属する高射特科（教導）部隊である。
- 改編部隊：第119特科大隊及び第123特科大隊の一部
- 創設　　：1969年（昭和44年）3月1日
- 編成地　：下志津駐屯地
- 部隊長　：1等陸佐
- 隊旗　　：濃黄の群旗
- 編制　　：
  - 高射教導隊本部
  - 本部管理中隊「高教-本」
  - 第1高射中隊「高教-1」：81式短距離地対空誘導弾および11式短距離地対空誘導弾（短SAM）
  - 第2高射中隊「高教-2」：93式近距離地対空誘導弾（近SAM）
  - 第3高射中隊「高教-3」：87式自走高射機関砲（87AW）
  - 第4高射中隊「高教-4」：03式中距離地対空誘導弾（改善型）（中SAM）
  - 第310高射中隊「高教-310高」：地対空誘導弾改良ホーク改善Ⅲ型
- 上級部隊：陸上自衛隊高射学校
- 備考　　：

詳細は「高射教導隊」を参照。

### 情報教導隊
情報教導隊（じょうほうきょうどうたい）は、陸上自衛隊富士駐屯地（静岡県駿東郡小山町）に駐屯する陸上自衛隊情報学校に隷属する情報科（教導）部隊である。
- 創設　　：2019年（平成31年）3月26日
- 編成地　：富士駐屯地
- 部隊長　：2等陸佐
- 隊旗　　：水の大隊旗
- 車両表示：情教
- 上級部隊：陸上自衛隊情報学校
- 備考　　：

### 飛行教導隊
飛行教導隊（ひこうきょうどうたい）は、陸上自衛隊明野駐屯地（三重県伊勢市）に駐屯する陸上自衛隊航空学校に隷属する航空科（教導）部隊である。
- 改編部隊：教育支援飛行隊
- 創設　　：2019年（平成31年）3月26日
- 編成地　：明野駐屯地
- 部隊長　：2等陸佐
- 隊旗　　：あさぎの大隊旗
- 車両表示：飛教
- 上級部隊：陸上自衛隊航空学校
- 備考　　：

### 施設教導隊
施設教導隊（しせつきょうどうたい）は、陸上自衛隊勝田駐屯地（茨城県ひたちなか市）に駐屯する陸上自衛隊施設学校に隷属する施設科（教導）部隊である。
- 改編部隊：施設教導大隊
- 創設　　：1975年（昭和50年）8月1日
- 編成地　：勝田駐屯地
- 部隊長　：1等陸佐
- 隊旗　　：えび茶の群旗
  - 各中隊：えび茶の中隊旗（甲）
- 編制　　：
  - 本部管理中隊「施教導-本」
  - 第1施設中隊「施教導-1」
  - 第2施設中隊「施教導-2」
  - 架橋中隊「施教導-架」
  - 施設器材中隊「施教導-器」
  - 水際障害中隊「施教導-水」
- 上級部隊：陸上自衛隊施設学校
- 備考　　：

詳細は「施設教導隊」を参照。

### 通信教導隊
通信教導隊（つうしんきょうどうたい）は、陸上自衛隊久里浜駐屯地（神奈川県横須賀市）に駐屯する陸上自衛隊システム通信・サイバー学校に隷属するシステム通信科（教導）部隊である。
- 創設　　：1958年（昭和33年）6月25日
- 編成地　：久里浜駐屯地
- 部隊長　：2等陸佐
- 隊旗　　：青の大隊旗
- 車両表示：通教
- 上級部隊：

1. 陸上自衛隊通信学校：1958年（昭和33年）6月25日
2. 陸上自衛隊システム通信・サイバー学校：2024年（令和6年）3月21日

- 備考　　：

詳細は「通信教導隊」を参照。

### 武器教導隊
武器教導隊（ぶききょうどうたい）は、陸上自衛隊土浦駐屯地（茨城県阿見町）に駐屯する陸上自衛隊武器学校に隷属する武器科（教導）部隊である。武器学校の実施する教育訓練および調査研究支援を実施する。
- 創設　　：1959年（昭和34年）8月13日
- 編成地　：土浦駐屯地
- 部隊長　：2等陸佐
- 隊旗　　：緑の大隊旗
  - 各中隊：緑の中隊旗（甲）
- 編成　　：
  - 武器教導隊本部「武教-本」
  - 第1武器中隊「武教-1」
  - 第2武器中隊「武教-2」：重装輪回収車(B)等
- 主要装備：重装輪回収車(B)
- 上級部隊：陸上自衛隊武器学校
- 備考　　：

### 需品教導隊
需品教導隊（じゅひんきょうどうたい）は、陸上自衛隊松戸駐屯地（千葉県松戸市）に駐屯する陸上自衛隊需品学校に隷属する需品科（教導）部隊である。
- 創設　　：1956年（昭和31年）1月25日
- 編成地　：松戸駐屯地
- 部隊長　：2等陸佐
- 隊旗　　：茶の大隊旗
- 車両表示：需教
- 上級部隊：陸上自衛隊需品学校
- 備考　　：

### 衛生教導隊
衛生教導隊（えいせいきょうどうたい）は、陸上自衛隊三宿駐屯地（東京都世田谷区）に駐屯する陸上自衛隊衛生学校に隷属する衛生科（教導）部隊である。
- 改編部隊：教育支援衛生隊
- 創設　　：1999年（平成11年）3月29日
- 編成地　：三宿駐屯地
- 部隊長　：2等陸佐
- 隊旗　　：濃緑の大隊旗
- 車両表示：衛教
- 上級部隊：陸上自衛隊衛生学校
- 備考　　：

### 化学教導隊
化学教導隊（かがくきょうどうたい）は、陸上自衛隊大宮駐屯地（埼玉県さいたま市北区）に駐屯する陸上自衛隊化学学校に隷属する化学科（教導）部隊である。
- 創設　　：2001年（平成13年）3月27日
- 編成地　：大宮駐屯地
- 部隊長　：2等陸佐
- 隊旗　　：金茶の大隊旗
- 車両表示：化教
- 上級部隊：陸上自衛隊化学学校
- 備考　　：

### 戦車教導隊（廃止）
戦車教導隊（せんしゃきょうどうたい）は、陸上自衛隊富士駐屯地（静岡県駿東郡小山町）に駐屯していた富士教導団隷下の機甲科（教導）部隊で2019年（平成31年）3月25日に廃止され機甲教導連隊の一部となった。
- 改編部隊：特車教導隊
- 創設　　：1962年（昭和37年）1月18日
- 編成地　：富士駐屯地
- 部隊長　：1等陸佐
- 隊旗　　：橙色の群旗
- 編制　　：
  - 戦車教導隊本部
  - 本部管理中隊「戦教-本」
  - 第1戦車中隊「戦教-1」：10式戦車
  - 第2戦車中隊「戦教-2」：90式戦車
  - 第3戦車中隊「戦教-3」：90式戦車
  - 第4戦車中隊「戦教-4」：74式戦車・16式機動戦闘車
- 上級部隊：

1. 富士教導隊：1962年（昭和37年）1月18日から
2. 富士教導団：1965年（昭和40年）8月3日から

- 廃止　　：2019年（平成31年）3月25日
- 廃止地　：富士駐屯地
- 後継部隊：機甲教導連隊
- 備考　　：

### 偵察教導隊（廃止）
偵察教導隊（ていさつきょうどうたい）は、陸上自衛隊富士駐屯地（静岡県駿東郡小山町）に駐屯していた富士教導団隷下の機甲科（教導）部隊で2019年（平成31年）3月25日に廃止され機甲教導連隊の一部となった。
- 改編部隊：偵察教導中隊
- 創設　　：1961年（昭和36年）8月17日
- 編成地　：富士駐屯地
- 部隊長　：2等陸佐
- 隊旗　　：橙色の大隊旗
- 車両表示：偵教

- 上級部隊：

1. 富士教導隊：1961年（昭和36年）8月17日から
2. 富士教導団：1965年（昭和40年）8月3日から

- 廃止　　：2019年（平成31年）3月25日
- 廃止地　：富士駐屯地
- 後継部隊：機甲教導連隊偵察隊
- 備考　　：

## 教導隊の沿革
- 1956年（昭和31年）1月25日：

1. 第13普通科連隊第3大隊（富士駐屯地）を廃止・改編し、普通科教導連隊が富士駐屯地に新編。陸上自衛隊富士学校に隷属。
2. 第101施設大隊（勝田駐屯地）を廃止・改編し、施設教導大隊が勝田駐屯地で新編され陸上自衛隊施設学校に隷属。
3. 需品教導隊が松戸駐屯地において編成完結。陸上自衛隊需品学校に隷属。

- 1958年（昭和33年）6月25日：通信教導隊が久里浜駐屯地において編成完結。陸上自衛隊通信学校に隷属。
- 1959年（昭和34年）
  - 3月27日：偵察教導中隊が富士駐屯地に新編され富士学校に隷属。
  - 8月13日：武器教導隊が土浦駐屯地において編成完結。陸上自衛隊武器学校に隷属。
- 1960年（昭和35年）4月11日：普通科教導連隊が富士駐屯地から滝ヶ原分屯地（現滝ヶ原駐屯地）に移駐。
- 1961年（昭和36年）8月17日：富士教導隊の新編。

1. 普通科教導連隊が富士教導隊に隷属。
2. 第108特科大隊（富士駐屯地）を廃止・改編し、特科教導隊が富士駐屯地に新編され富士教導隊に配属。
3. 第102特車大隊（富士駐屯地）を廃止・改編し、特車教導隊が富士駐屯地に新編され富士教導隊に配属。
4. 偵察教導中隊（富士駐屯地）を廃止・改編し、偵察教導隊が富士駐屯地に新編され富士教導隊に配属。

- 1962年（昭和37年）1月18日：特車教導隊（富士駐屯地）を廃止・改編し、戦車教導隊が富士駐屯地に新編され富士教導隊に配属。
- 1965年（昭和40年）8月3日：普通科教導連隊、特科教導隊、戦車教導隊および偵察教導隊が富士教導団に隷属。
- 1969年（昭和44年）3月1日：第123特科大隊の一部および第119特科大隊を廃止・改編して、高射教導隊（2個大隊基幹）が下志津駐屯地に新編され陸上自衛隊高射学校に隷属。
- 1974年（昭和49年）8月1日：幹部候補生学校教導隊を前川原駐屯地に新編し、陸上自衛隊幹部候補生学校に隷属。
- 1975年（昭和50年）8月1日：施設教導大隊（勝田駐屯地）を廃止・改編し、施設教導隊が勝田駐屯地に新編。陸上自衛隊施設学校に隷属。
- 1977年（昭和52年）3月25日：教育支援飛行隊が明野駐屯地に新編され、隷下に富士飛行班（滝ヶ原駐屯地）を編合。陸上自衛隊航空学校に隷属。
- 1996年（平成08年）3月29日：教育支援衛生隊が三宿駐屯地に新編。陸上自衛隊衛生学校に隷属。
- 1999年（平成11年）3月29日：教育支援衛生隊（三宿駐屯地）を廃止・改編し、衛生教導隊が三宿駐屯地に新編。陸上自衛隊衛生学校に隷属。
- 2001年（平成13年）3月27日：化学教導隊を大宮駐屯地で新編。陸上自衛隊化学学校に隷属。
- 2002年（平成14年）
  - 3月23日：高射教導隊の第1大隊、第2大隊を廃止。本部管理中隊、高射中隊4個、第310高射中隊の体制に改編。
  - 3月27日：

  1. 戦車教導隊および偵察教導隊の整備部門を東部方面後方支援隊富士教育直接支援大隊に移管。
  2. 高射教導隊の整備部門を東部方面後方支援隊高射教育直接支援中隊に移管。
  3. 施設教導隊の整備部門を東部方面後方支援隊施設教育直接支援中隊に移管。
  4. 通信教導隊の整備部門を東部方面後方支援隊通信教育直接支援中隊に移管。

- 2019年（平成31年）3月26日：

1. 戦車教導隊、偵察教導隊が、富士駐屯地から駒門駐屯地へ移駐し廃止、第1機甲教育隊（駒門駐屯地）と統合し、機甲教導連隊が駒門駐屯地に新編され、富士教導団に隷属。
2. 情報教導隊が富士駐屯地で新編され、陸上自衛隊情報学校に隷属。
3. 教育支援飛行隊（明野駐屯地）を廃止・改編し、飛行教導隊を明野駐屯地に新編され、陸上自衛隊航空学校に隷属。